# Robert Martin Solovay
Robert Martin Solovay (Brooklyn, 15 de dezembro de 1938) é um matemático estadunidense. É especialista em teoria dos conjuntos.
Solovay obteve o Ph.D. na Universidade de Chicago em 1964, orientado por Saunders Mac Lane, coma tese A Functorial Form of the Differentiable Riemann–Roch theorem. Solovay dispendeu sua carreira na Universidade da Califórnia em Berkeley, onde seus mais notáveis alunos de doutorado foram William Hugh Woodin e Matthew Foreman.
Dentre as realizações de Solovay estão:
- O modelo de Solovay, mostrando que se é assumida a existência de um cardinal inacessível, então a afirmativa "todo conjunto de números reais é Lebesgue mensurável" é consistente com os axiomas de Zermelo-Fraenkel sem o axioma da escolha;
- Prova que se {\displaystyle \kappa } é um cardinal regular incontável, e {\displaystyle S\subseteq \kappa } é um conjunto estacionário, então {\displaystyle S} pode ser decomposto na união de {\displaystyle \kappa } conjuntos estacionariamente disjuntos.

## Publicações selecionadas
- Solovay, Robert M. (1970). «A model of set-theory in which every set of reals is Lebesgue measurable». Annals of Mathematics. Second Series. 92 (1): 1–56. doi:10.2307/1970696
- Solovay, Robert M. (1967). «A nonconstructible Δ13 set of integers». American Mathematical Society. Transactions of the American Mathematical Society. 127 (1): 50–75. JSTOR 1994631. doi:10.2307/1994631
- Solovay, Robert M. and Volker Strassen (1977). «A fast Monte-Carlo test for primality». SIAM Journal on Computing. 6 (1): 84–85. doi:10.1137/0206006